# 電撃アイドル戦隊ガオレンジャー
『電撃アイドル戦隊ガオレンジャー』（でんげきアイドルせんたいガオレンジャー）は、「月刊電撃コミックガオ!」に1993年8月号より1994年8月号まで連載されたいづみひろの作の漫画作品。「月刊電撃コミックガオ!」での連載終了後も同人作品として製作された。
『スーパー戦隊シリーズ』の登場人物をアイドルに置き換えている。普段はアイドルとして活動している主人公たちが正義の味方ガオレンジャーに変身し、歌声を武器として敵と戦うというストーリーである。
ちなみに本家のスーパー戦隊シリーズにも名前が似た『百獣戦隊ガオレンジャー』という戦隊があるが、本作とは全く無関係である。